# John Howard Payne
John Howard Payne   (Nova York, 9 de juny de 1791 - Tunis, 10 d'abril de 1852) va ser un actor, poeta, dramaturg nord-americà i autor que va tenir la major part de la seva carrera teatral i èxit a Londres.
Començà la seva carrera com a dependent de comerç, i a l'edat de tretze anys començà conèixer les seves bones disposicions per a la literatura. Va escriure en diversos diaris i va fer la seva aparició en el teatre del Parc de Nova York quan només tenia setze anys. Aquest fou el principi del seu considerable èxit que, com a actor, aconseguí a Amèrica i Anglaterra, a on s'havia traslladat el 1813. A Londres fundà un diari teatral, The Opera Glass, i arribà a ser un bon autor dramàtic. Adaptà a l'escena anglesa diverses peces del teatre francès, que es feren molt populars, com ara Brutus, Therese or the orphan of Genera, etc. El conegut aire de Home, sweet Home!, va ser compost per Payne i introduït en l'òpera Clari, or the maid of Milan, i aquesta sola composició li donà més anomenada que la que li havien donat totes les seves altres obres juntes.
Tornà als Estats Units el 1834, després d'una llarga residència a Europa, i publicà el prospecte d'una il·lustració setmanal que portà el títol persa Jarn-Jeham-Nima (La copa de l'Univers). Després d'alguns anys de treballs literaris i d'altres d'indole industrial, el 1842 fou elegit pel president dels Estats Units, John Tyler per esser cònsol del seu país a Tunísia (Àfrica). Deu anys després d'aquest nomenament, Payne moria en aquell país africà. Va ser soterrat en el cementiri protestant St. George's, a Tunísia, i el 1883 les seves restes foren traslladades als Estats Units i enterrades en el cementiri "Oak Hill", a Washington DC.
John Howard Payne fou inclòs en el Saló de la Fama dels Compositors el 1970.